# Accademia degli Investiganti
(Pietro Giannone, Istoria civile del Regno di Napoli)
L'Accademia degli Investiganti è stata un'accademia filosofica e scientifica di ispirazione antiaristotelica, fondata a Napoli nel 1650 da Tommaso Cornelio, Leonardo di Capua, Luca Antonio Porzio, Gennaro e Francesco d'Andrea, Niccolò Amenta e Carlo Buragna, sotto lo stemma di un cane bracco ed il motto lucreziano Vestigia lustrat. La data di effettiva fondazione è oggetto di discussione, essendo state indicate come date possibili, oltre al 1650, gli anni 1655, 1663 e 1669. L'Accademia, una delle prime istituzioni scientifiche italiane del genere, è notevole per aver introdotto in Italia idee provenienti dall'estero, in particolare quelle di Pierre Gassendi. Oltre a focalizzarsi su un approccio fortemente sperimentale alla filosofia naturale, i membri dell'Accademia, autodefinitisi "neoterici" (cioè propugnatori di nuove idee scientifiche e mediche), avevano anche interessi letterari, che prevedevano l'avversione rispetto al concettismo e propugnavano il ritorno alla purezza della poesia di Francesco Petrarca. La sua missione può essere delineata riportando le parole di Leonardo di Capua: «... era intendimento di lei, postergata ogni qualunque autorità d'huomo mortale, alla scorta della esperienza solamente, e del ragionevole discorso andar dietro per ispiar le cagioni de' naturali avvenimenti.».

## Storia
La vita culturale di Napoli a metà del Seicento era caratterizzata da grande vivacità, e soprattutto da una spregiudicatezza che la portava ad essere aperta a tutti gli aspetti delle varie discipline, senza che tra di esse vi fosse alcuna gerarchia.
Le discussioni avvenivano in una serie di salotti, formatisi intorno ad alcune delle personalità culturali più in vista del tempo. Tra questi, ricordiamo il salotto scientifico di Tommaso Cornelio, che ebbe come membri Luca Antonio Porzio, Leonardo Di Capua, Francesco D'Andrea; quello di Antonio di Monforte, che raccoglieva i giuristi; quello del Caracciolo, che incentrava la propria attività sulla storia patria; e quello di Nicolò Caravita, che raccoglieva anticurialisti ed antibarocchisti. Tali salotti furono il substrato che diede origine all'Accademia degli Investiganti, che accolse come membri molti di quanti vi avevano svolto attività speculativa.
La fondazione dell'Accademia va fatta risalire, secondo alcune fonti, alla disputa sorta tra gli studiosi che facevano riferimento all'autorità degli antichi, in primis Aristotele; e coloro i quali si facevano, invece, propugnatori del metodo scientifico moderno, categoria alla quale gli studiosi dell'Accademia vanno ascritti.
L'attività dell'Accademia si svolse durante un primo breve periodo dalla fondazione fino al 1656. Interrottasi completamente, tale attività riprese nel 1663 sotto la protezione di Andrea Concublet, marchese di Arena, che ne era anche membro. Gli Investiganti intrattennero relazioni con alcune delle più importanti istituzioni culturali del tempo, quali l'Accademia del Cimento e la Royal Society.
Nel 1668, dopo diciotto anni appena dalla fondazione e dodici di attività effettiva, l'Accademia fu soppressa dal viceré Pedro Antonio de Aragón, a causa delle asperrime dispute contro l'Accademia dei Dissonanti, del pari disciolta. Dopo la soppressione, i membri dell'Accademia continuarono a riunirsi informalmente fino al 1683. Dopo tale data e fino al 1697 si assisté ad un incremento delle attività dei membri, ma non è chiaro se l'Accademia sia stata effettivamente ripristinata.
È certo, invece, che nel 1688 fu istruito un processo contro quattro dei membri meno in vista dell'Accademia, tutti avvocati: Filippo Belli, Giacinto de Cristofaro, Basilio Giannelli e Francesco Paolo Manuzzi.
Il tribunale dell'Inquisizione mise sotto accusa i quattro legali come forma di deterrenza nei confronti degli intellettuali maggiormente in vista, come Giambattista Vico, il quale di conseguenza professò sempre posizioni ortodosse rispetto alla dottrina della Chiesa. Il processo fu immediatamente interrotto dal sisma del 5 giugno 1688, che evitò che gli accusati potessero essere arrestati e consentì loro di mettersi in salvo.
Tre anni dopo, tuttavia, subito dopo l'elezione di Innocenzo XII al soglio pontificio, Belli e De Cristofaro furono colpiti da un ordine di cattura con l'accusa di propositioni ereticali e ateismo. Tali accuse poggiavano sul fatto che attraverso la teoria atomistica "si insegna(sse) nella medesima Città l'Ateismo". Il processo contro i quattro studiosi ebbe come inusitato effetto la rivolta degli intellettuali cittadini, con la raccolta di circa seimila firme a favore degli accusati. Nonostante ciò, il mondo culturale napoletano si divise, con gli aristocratici che finirono per schierarsi con la curia. Il processo ebbe fine nel 1697, quando anche l'ultimo degli accusati abiurò dalle proprie convinzioni.
Lo scioglimento dell'Accademia e la dispersione dei suoi membri non furono però l'ultimo capitolo del rinnovamento culturale napoletano. L'eredità di tale istituzione, conservata e trasmessa attraverso autori come Gaetano Argento, Pietro Giannone e Giovanni Vincenzo Gravina, trovò nuova fioritura nell'Illuminismo napoletano.
Molti anni dopo la sua chiusura, l'Accademia fu rifondata per un breve periodo tra il 1735 al 1737.

## Membri illustri
L'Accademia annoverò nel corso degli anni tra i suoi membri personalità illustri del mondo matematico e filosofico napoletano.
Tra gli altri si ricordano:
- Tommaso Cornelio, medico, che professò le idee di Telesio, Galileo e Cartesio presso l'Università di Napoli
- Leonardo Di Capua
- Carlo Buragna
- Giovanni Battista Capucci
- Francesco D'Andrea
- Luca Antonio Porzio
- Giovan Francesco Buonamico
- Marco Aurelio Severino
- Juan Caramuel y Lobkowitz
- Sebastiano Bartoli
- Costantino Grimaldi
- Gregorio Caloprese.